# اعتماد الرميكية

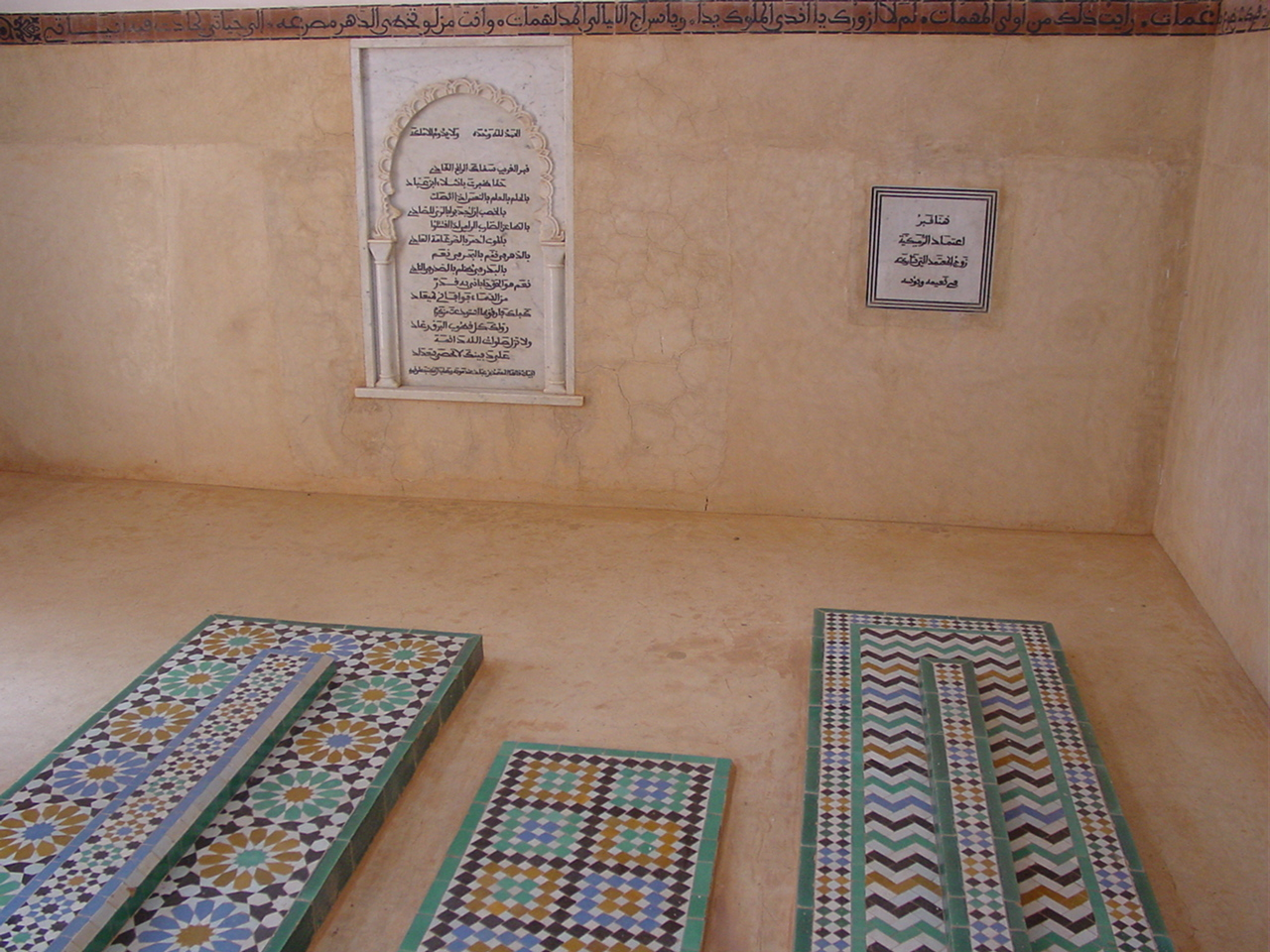
قبر اعتماد الرميكية وزوجها المعتمد بن عباد في داخل ضريحهما.

اعتماد الرُّمَيْكِيَّة (488 هـ / 1095 م) هي شاعرة أندلسية، كانت جارية لرميك بن حجاج فنسبت إليه، ثم تزوجت المعتمد بن عباد أمير إشبيلية، ورافقته حتى نفيه على يد المرابطين إلى أغمات ووفاته هناك. عُرِفَت بمهارتها في الشعر والحديث، وبراعتها باستعمال النكت والفكاهة فيهما، وكانت مشهورة بالجمال.
عرفها محمد المقري في كتابه «نفح الطيب من غصن الاندلس الرطيب»، فقال: «ومن المشهورات بالأندلس اعتماد جارية المعتمد بن عباد وأم أولاده، تشتهر بالرميكية»

## حياتها
في يومٍ بينما كان المعتمد يتنزَّه مع شاعره ابن عمار في مرج الفضة - أحد متنزهات إشبيلية المطلة على نهر الوادي الكبير - قال له: «صَنَعَ الريحُ منِ الماءِ زَرَد» (يقصد أن يكمل رفيقه بيت الشعر)، إلا إنَّ بديهة ابن عمار كانت بطيئة، فسكت طويلاً ولم يكمله، وكانت بقربهما امرأة تغسل الملابس في النهر، فقالت: «أيُّ درعٍ لقتال لو جمد». وقد تعجَّب المعتمد من موهبتها بالشعر، وفتن بجمالها، فسأل عنها، فقيل له أنها جارية لرميك بن حجاج واسمها اعتماد، فذهب إلى صاحبها «رميك بن حجاج» واشتراها منه وتزوجها، وعُرِفَت بعد ذلك بلقب اعتماد الرميكية، وكانت أقرب زوجات المعتمد إليه. بل وقد كان لقب المعتمد بالأصل هو «المُؤَيَّد بالله»، لكن بعد زواجه من الرميكية غيَّر لقبه إلى المعتمد على الله تيمُّناً باسمها «اعتماد».
كان يغدق المعتمد الكثير من الأموال لإرضاء رغبات الرميكية، ومن أشهر قصص تبذيره لأجل إرضاءها يومٌ أرادت فيه أن تسير على الطين، فأمر المعتمد بأن يُسحَق لها الطيب وتُغَطَّى به كل ساحة القصر، ثم تُصَبُّ الغرابيل، ويُصَبُّ ماء الورد عليهما، وقد عُجِنَ ذلك حتى أصبح كالطين، فسارت عليه الرميكية مع جواريها. وفي يومٍ بعد هذه الحادثة اختلفت معه وغضبت، فقالت له: «والله ما رأيتُ منك خيراً قط!»، فقال لها: «ولا يوم الطين!»، فخجلت منه واعتذرت. كذلك يُروَى أنها رأت يوماً وهي في قرطبة الثلج يهطل شتاءً، وكان ذلك نادر الحدوث في جنوب الأندلس، فبكت بشدة، وجاء المعتمد وسألها عن سبب بكائها، فقالت: «إنك طاغية جبار غشوم، انظر إلى جمال ندف الثلوج البارقة اللينة العالقة بغصون الأشجار، وأنت أيُّها الناكر للجميل لا يخطر ببالك أن تُوفِّر لي مثل هذا المنظر الجميل كل شتاءٍ ولا تصحبُني إلى بلدٍ يتساقط فيه الثلج كل شتاء»، فقال لها المعتمد: «لا تحزني ولا تستسلمي لليأس يا سلوة النفس ومنية القلب، فإنِّي أعِدُكِ وعداً صادقاً أنك سترين هذا المنظر الذي أدخل على قلبك السرور كل شتاء»، ثم أمر بزرع أشجار اللوز على جبل قرطبة، لتظهر عند طلوع أزهارها كأنها مُغطَّاة بالثلوج. وقد أثارت نزوات الرميكية المتكرِّرة هذه سخط علماء ووجهاء دولة المعتمد، وأصبحوا يرون أنها تجر المعتمد إلى الإستهتار وحياة اللهو. وعندما أفتى فقهاء المسلمين يوسف بن تاشفين بجواز ضمِّه إمارات ملوك الطوائف إليه بالقوة، كان من ضمن ما أشاروا إليه في فتاواهم تبذير الرميكية وجر زوجها إلى حياة الترف واللهو.
في عام 484 هـ (1091م) سقطت إشبيلية عاصمة بني عبَّاد في أيدي المرابطين، واقتيدت الرميكية مع زوجها المعتمد أسرى إلى المغرب، حيث أقاموا أولاً لمدة وجيزة في طنجة، ثم مكناسة، وأخيراً استقروا في أغمات. ورافقته الرميكية طوال ما تبقَّى من حياته. ويُروَى من نكاتها أثناء إقامتهما في أغمات قولها مرَّة: «لقد هُنَّا هنا»، وقالت له مرة عندما مرض: «يا سيّدي ما لنا قدرةٌ على مرضاتك في مرضاتك». توفيت الرميكية قبل زوجها المعتمد بقليل، وقد دُفِنَت بجانب زوجها في ضريحهما بمدينة أغمات.

## تمثيل شخصيتها
مُثلت شخصيتها في عدد من الأعمال الفنية منها، وقام بدورها عدة نجمات منهن:
- نضال الأشقر: مسلسل المعتمد بن عباد.
- سلاف فواخرجي: مسلسل ملوك الطوائف.
- مرح جبر: مسلسل المرابطون والأندلس.
- كارول سماحة: ملوك الطوائف.
- هبة طوجي: مسرحية ملوك الطوائف.
- صفاء السبع في مسلسل ابن عمار.

## كتب
- علي، أدهم (2000). المعتمد بن عبَّاد. الإدارة العامة للثقافة، وزارة الثقافة والإرشاد القومي، القاهرة - مصر.